# Campeonato de España de Bádminton 2007
El XXVI Campeonato de España Absoluto de bádminton se celebró en Alicante, del 11 al 13 de mayo de 2007.

## Resultados

### Individual masculino
Final:
 Pablo Abián vs José Antonio Crespo 21-10, 21-16.

### Individual femenino
Final:
 Lucía Tavera vs Silvia Riera 21-11, 21-15.

### Dobles masculino
Final:
 Nicolás Escartín y José Antonio Crespo vs Carlos Longo y Rafael Fernández 21-18, 21-18.

### Dobles femenino
Final:
 Anabel Cháfer y Inmaculada Aparicio vs Patricia Pérez y Silvia Riera 12-21, 21-19, 21-19.

### Dobles mixto
Final:
 Sergio Llopis y Dolores Marco vs Luis Calvo y Paula Rodríguez 21-19, 21-8.
- Datos: Q1446668